# Neudorf (Schauenstein)
Neudorf (oberfränkisch: Naidorf) ist ein Gemeindeteil der Stadt Schauenstein im Landkreis Hof (Oberfranken, Bayern). Die Gemarkung Neudorf hat eine Fläche von 10,239 km². Sie ist in 1295 Flurstücke aufgeteilt, die eine durchschnittliche Fläche von 7906,26 m² haben. In ihr liegen neben dem namensgebenden Ort die Gemeindeteile Adlanz, Finkenflug, Loh, Mühldorf, Pinzig und Schafhof. Am 31. Dezember 2008 lebten in der Gemarkung Neudorf 364 Einwohner.

## Geografie
Das Dorf liegt auf freier Flur auf einem Höhenzug des Frankenwaldes. Die Staatsstraße 2693 führt nach Volkmannsgrün (2 km südwestlich) bzw. über Neumühl nach Leupoldsgrün (2,7 km nordöstlich). Eine Gemeindeverbindungsstraße führt nach Loh (1,2 km südlich). Ein Anliegerweg führt nach Schafhof (0,8 km nördlich) und ein Wirtschaftsweg nach Pinzig (1,2 km südöstlich).

## Geschichte
Der Flurname Kapellacker im Ort deutet auf eine mittelalterliche Kapelle an der Verbindungsstraße hin. Der Ortsname verweist auf eine späte Gründung des Ortes  – in unmittelbarer Umgebung sind Wüstungen, wie Lauterbach, Reuschen, Schönberg, Schönau und Wüstengrün bekannt.
Gegen Ende des 18. Jahrhunderts bestand Neudorf aus 43 Anwesen. Die Hochgerichtsbarkeit sowie die Dorf- und Gemeindeherrschaft hatte das bayreuthischen Vogteiamt Schauenstein. Grundherren waren
- das bayreuthische Kastenamt Kulmbach: 1 Schmiede, 1 Fronhaus, 22 Halbhöfe, 9 Viertelhöfe, 1 Söldengut, 1 Zweidrittelsöldengut, 5 Halbsöldengüter, 1 Drittelsöldengut, 1 Viertelsöldengut;
- die Pfarrei Schauenstein: 1 Lehenhof.[9]

Von 1797 bis 1810 unterstand Neudorf dem Justiz- und Kammeramt Naila. Nachdem im Jahr 1810 das Königreich Bayern das Fürstentum Bayreuth käuflich erworben hatte, wurde der Ort bayerisch. Infolge des Ersten Gemeindeedikts wurde Neudorf dem 1812 gebildeten Steuerdistrikt Volkmannsgrün zugewiesen. Zugleich entstand die Ruralgemeinde Neudorf, zu der Adlanz, Finkenflug, Loh, Mühldorf, Pinzig und Schafhof gehörten. Sie war in Verwaltung und Gerichtsbarkeit dem Landgericht Naila zugeordnet und in der Finanzverwaltung dem Rentamt Lichtenberg (1919 in Finanzamt Lichtenberg umbenannt, seit 1955 Finanzamt Naila). Ab 1862 gehörte Neudorf zum Bezirksamt Naila (1939 in Landkreis Naila umbenannt). Die Gerichtsbarkeit blieb beim Landgericht Naila (1879 in Amtsgericht Naila umgewandelt).
1850 gab es im Ort 16 Weberfamilien; zudem wurde Weberei in acht Bauernfamilien als Nebenerwerb betrieben.
Die Gemeinde Neudorf hatte 1964 eine Gebietsfläche von 10,236 km². Im Zuge der Gebietsreform in Bayern wurde die Gemeinde Neudorf am 1. Januar 1972 nach Schauenstein eingemeindet.

### Baudenkmäler
- Haus Nr. 27: Im Weberhausmuseum Neudorf findet man Einrichtungsgegenstände aus der Mitte des 19. Jahrhunderts, darunter auch Ofen, Webstuhl und alte Schlaf- und Sitzmöbel.[14][15]

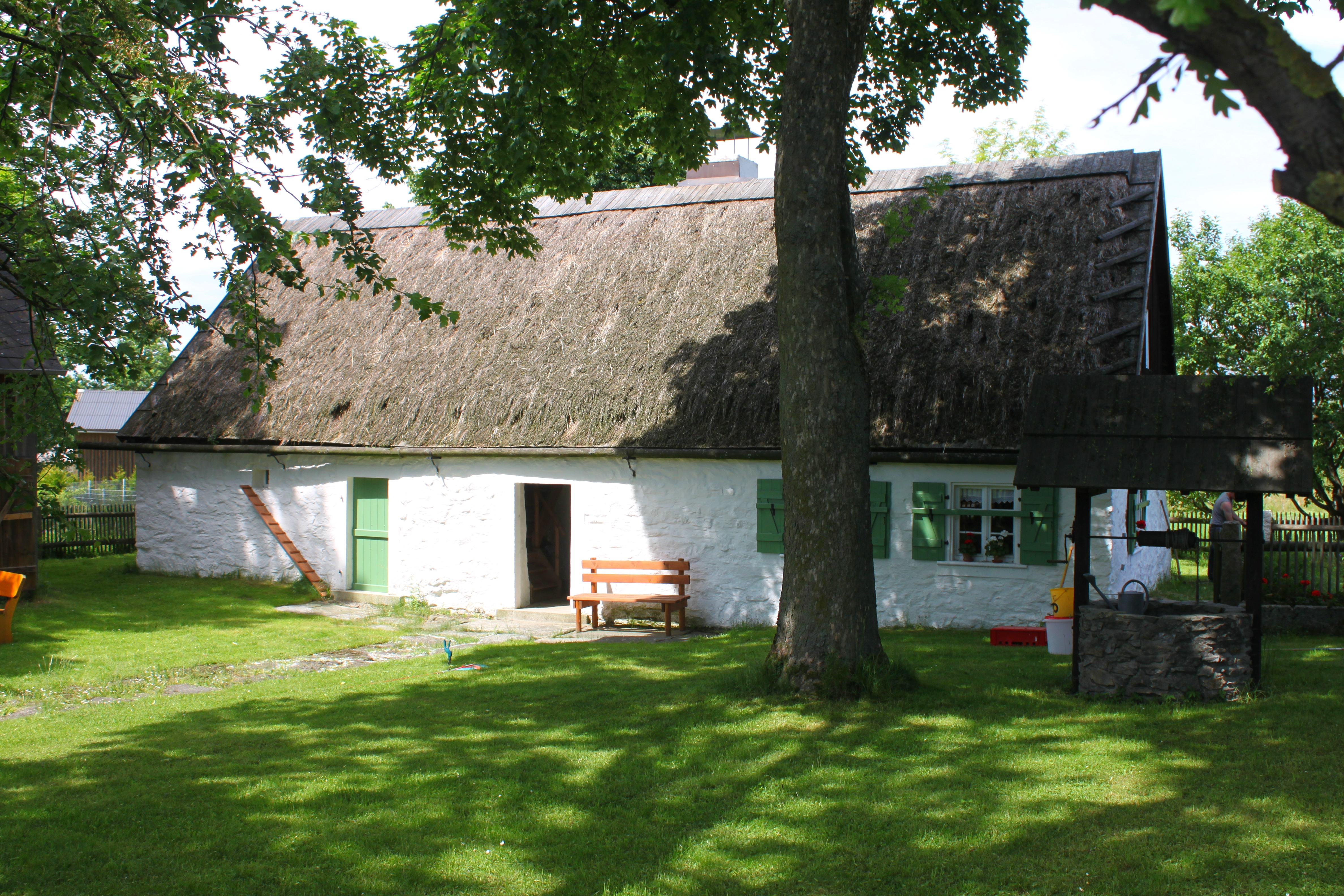
Wohnstallhaus mit Satteldach
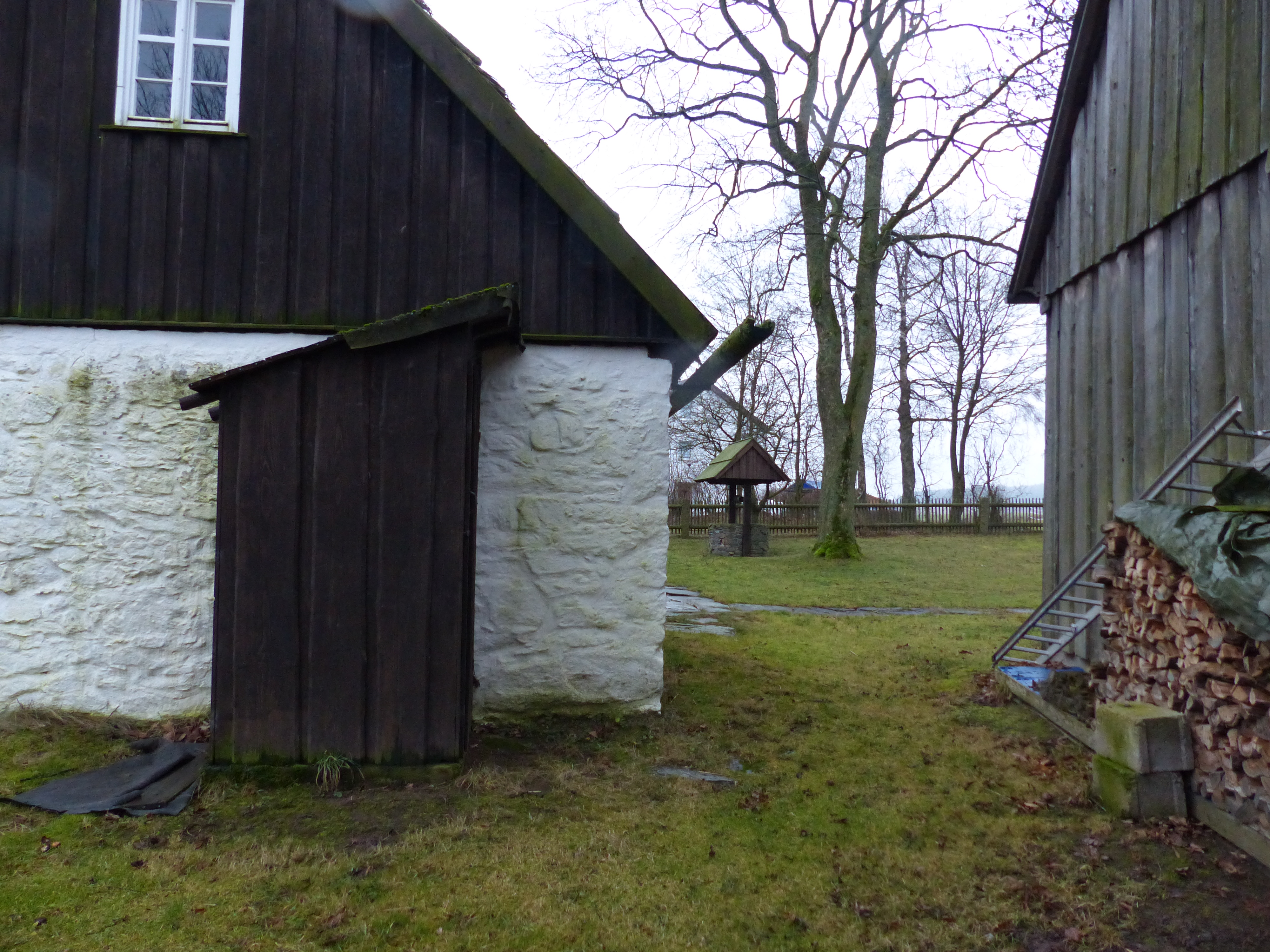
Teilansicht des Weberhausmuseums

ehemalige Baudenkmäler
- Haus Nr. 4: Wohnstallhaus mit Frackdach, vermutlich drittes Viertel des 18. Jahrhunderts; Erdgeschoss verputzt massiv, hofseitig Fachwerkobergeschoss mit Lehm-Stroh-Ausfachung, vorderer Giebel massiv erneuert.[6]
- Haus Nr. 23: Zweigeschossiges, verputzt massives Wohnstallhaus mit Halbwalmdach, erste Hälfte des 19. Jahrhunderts; Backofenanbau an der nördlichen Langseite; Stall großenteils Neubau.[6]
- Spätmittelalterliche Kreuzstein:
  - 800 Meter westlich des Ortsausganges an der Straße nach Volkmannsgrün; Granit, stark abgewittert; von den auf beiden Seiten sichtbaren Reliefkreuzen sind nur noch der sich nach unten verbreiternde Stamm und die Ansätze der Querbalken zu erkennen.
  - 450 Meter südsüdöstlich von Haus Nr. 27, am Weg nach Adlanz; Granit, bis zur Unkenntlichkeit verwittert.[6]

### Einwohnerentwicklung
Gemeinde Neudorf
| Jahr      | 1819   | 1840   | 1852   | 1855   | 1861   | 1867   | 1871   | 1875   | 1880   | 1885   | 1890   | 1895   | 1900   | 1905   | 1910   | 1919   | 1925   | 1933   | 1939   | 1946   | 1950   | 1952   | 1961   | 1970   |
| Einwohner | 353    | 487    | 538    | 529    | 530    | 505    | 551    | 605    | 616    | 607    | 591    | 559    | 555    | 532    | 503    | 461    | 454    | 448    | 409    | 591    | 585    | 521    | 460    | 392    |
| Häuser    |        |        |        |        |        |        | 76     |        |        | 83     | 87     |        | 88     |        |        |        | 87     |        |        |        | 86     |        | 90     |        |
| Quelle    | [ 10 ] | [ 17 ] | [ 17 ] | [ 17 ] | [ 18 ] | [ 19 ] | [ 20 ] | [ 21 ] | [ 22 ] | [ 23 ] | [ 24 ] | [ 17 ] | [ 25 ] | [ 17 ] | [ 26 ] | [ 17 ] | [ 27 ] | [ 17 ] | [ 17 ] | [ 17 ] | [ 28 ] | [ 17 ] | [ 11 ] | [ 29 ] |

Ort Neudorf
| Jahr      | 001819 | 001861 | 001871 | 001885 | 001900 | 001925 | 001950 | 001961 | 001970 | 001987 | 002006 |
| Einwohner | *247   | †392   | 333    | 400    | 356    | 292    | 385    | 313    | 278    | 267    | 276    |
| Häuser    |        |        |        | 53     | 56     | 57     | 56     | 60     |        | 73     |        |
| Quelle    | [ 10 ] | [ 18 ] | [ 20 ] | [ 23 ] | [ 25 ] | [ 27 ] | [ 28 ] | [ 11 ] | [ 29 ] | [ 30 ] |        |

## Religion
Neudorf ist seit der Reformation evangelisch-lutherisch geprägt und bis heute nach St. Bartholomäus (Schauenstein) gepfarrt.

## Vereine
Neben der Freiwilligen Feuerwehr Neudorf gibt es die Interessengemeinschaft für Dorfverschönerung und Museumspflege Neudorf, die Jagdgenossenschaft Neudorf, die Landjugend Neudorf, den Obst- und Gartenbauverein Neudorf, die Soldatenkameradschaft Neudorf und den VdK-Ortsverein Neudorf.